# Ritratti (film)
Ritratti (The Portrait) è un film televisivo del 1993 diretto da Arthur Penn.